# Turyszyno
Turyszyno, Turyszkino (ros. Турышино, Турышкино) – przystanek kolejowy w pobliżu miejscowości Turyszkino, w rejonie kirowskim, w obwodzie leningradzkim, w Rosji. Położony jest na linii Mga – Budogoszcz.